# Kakwa River
Kakwa River är ett vattendrag i Kanada.   Det ligger i provinserna British Columbia och Alberta , i den centrala delen av landet, 3 200 km väster om huvudstaden Ottawa.
I omgivningarna runt Kakwa River växer i huvudsak barrskog. Trakten runt Kakwa River är nära nog obefolkad, med mindre än två invånare per kvadratkilometer.